# Holešín
Holešín je vesnice, část města Rájec-Jestřebí v okrese Blansko. Nachází se asi 2,5 km na severovýchod od Rájce-Jestřebí. Je zde evidováno 83 adres. Trvale zde žije 159 obyvatel.
Holešín je také název katastrálního území o rozloze 3,07 km2.

## Zajímavosti
- Kaple Nanebevzetí Panny Marie – pochází z roku 1873. Na její východní straně je umístěna pamětní deska připomínajícího Františka Jelínka, který byl nacisty od roku 1942 vězněn v Briegu a 15. srpna 1944 zde umučen.

## Fotogalerie

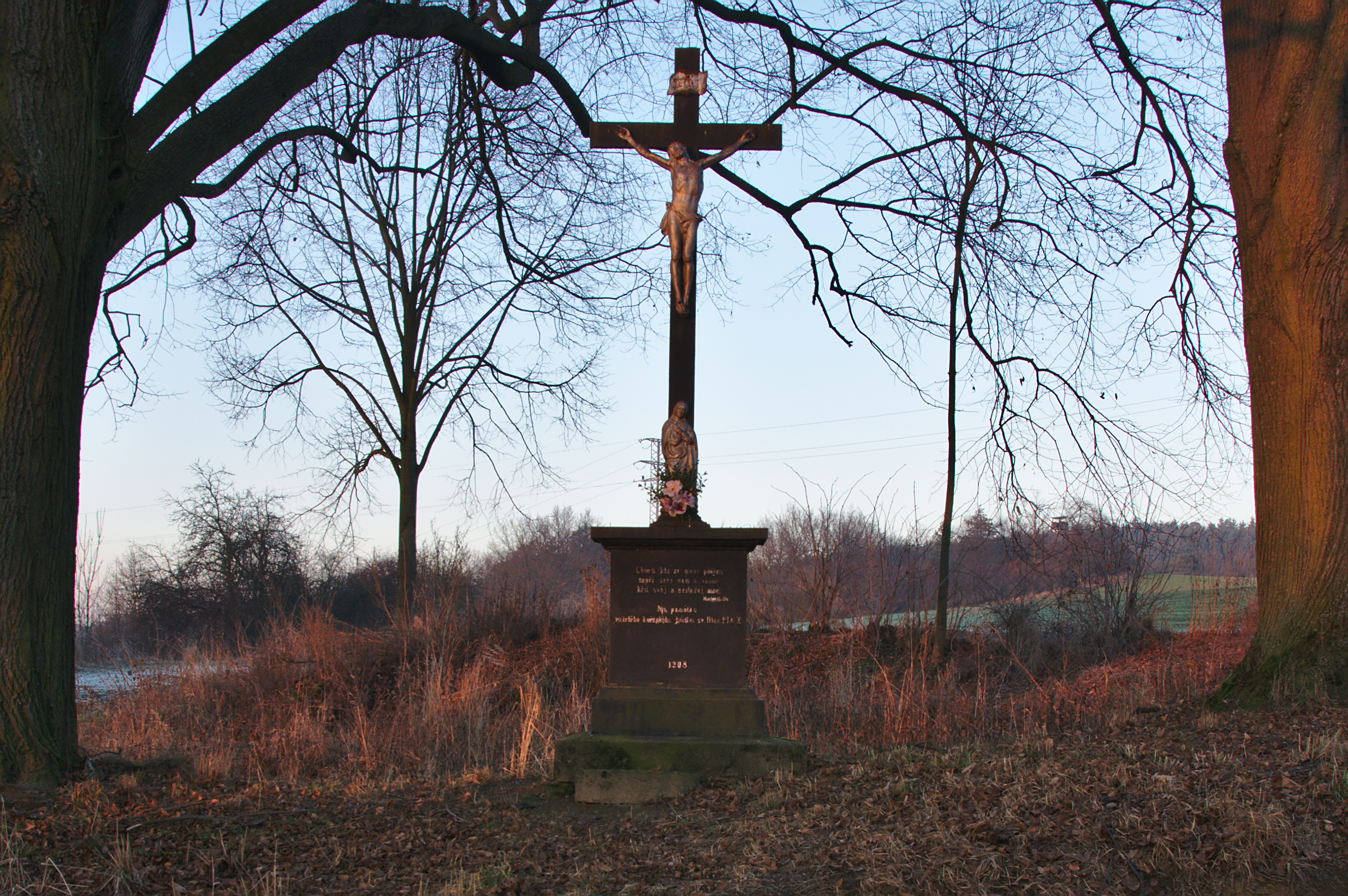
Kříž západně od obce
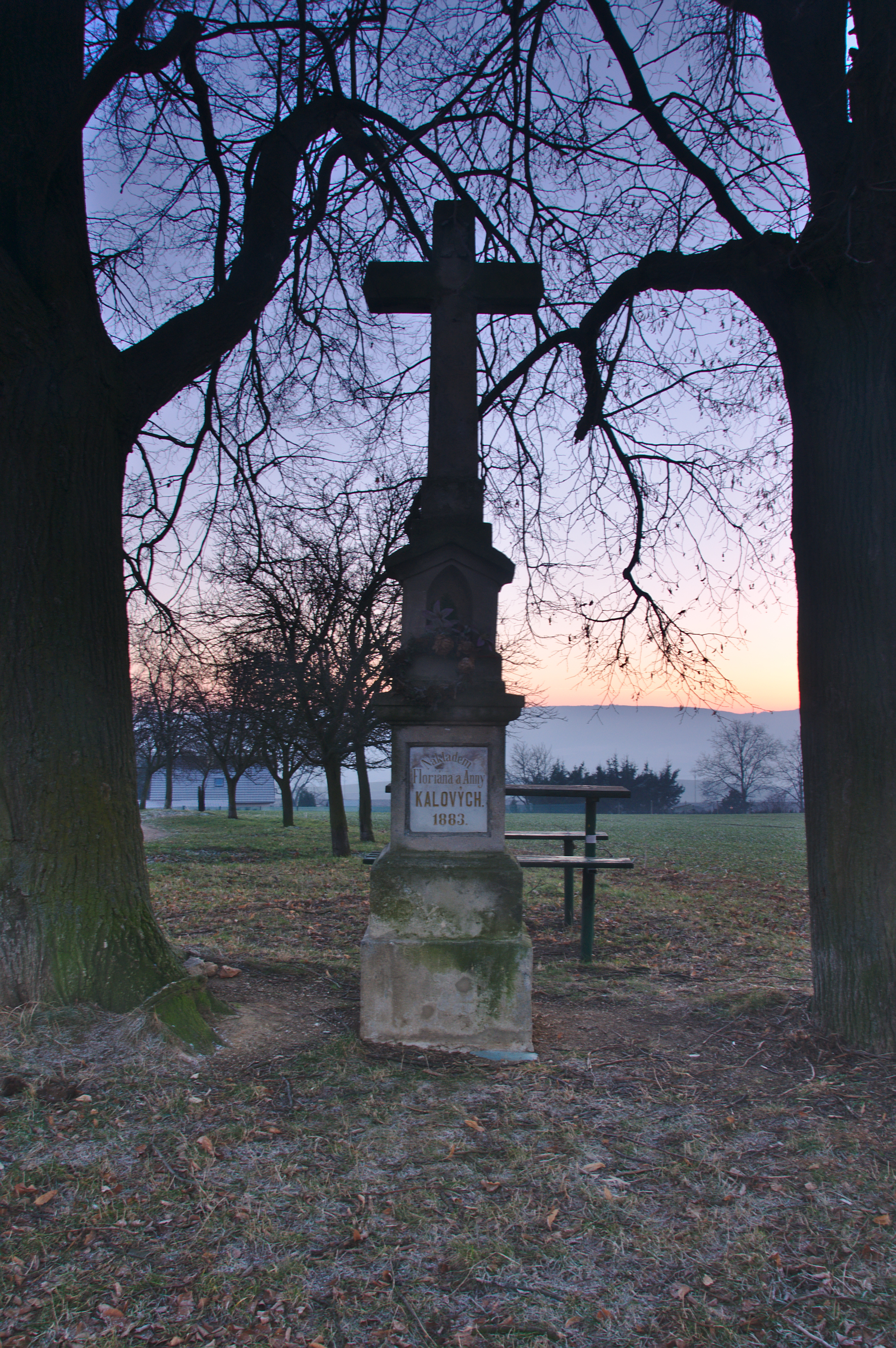
Kříž jižně od obce
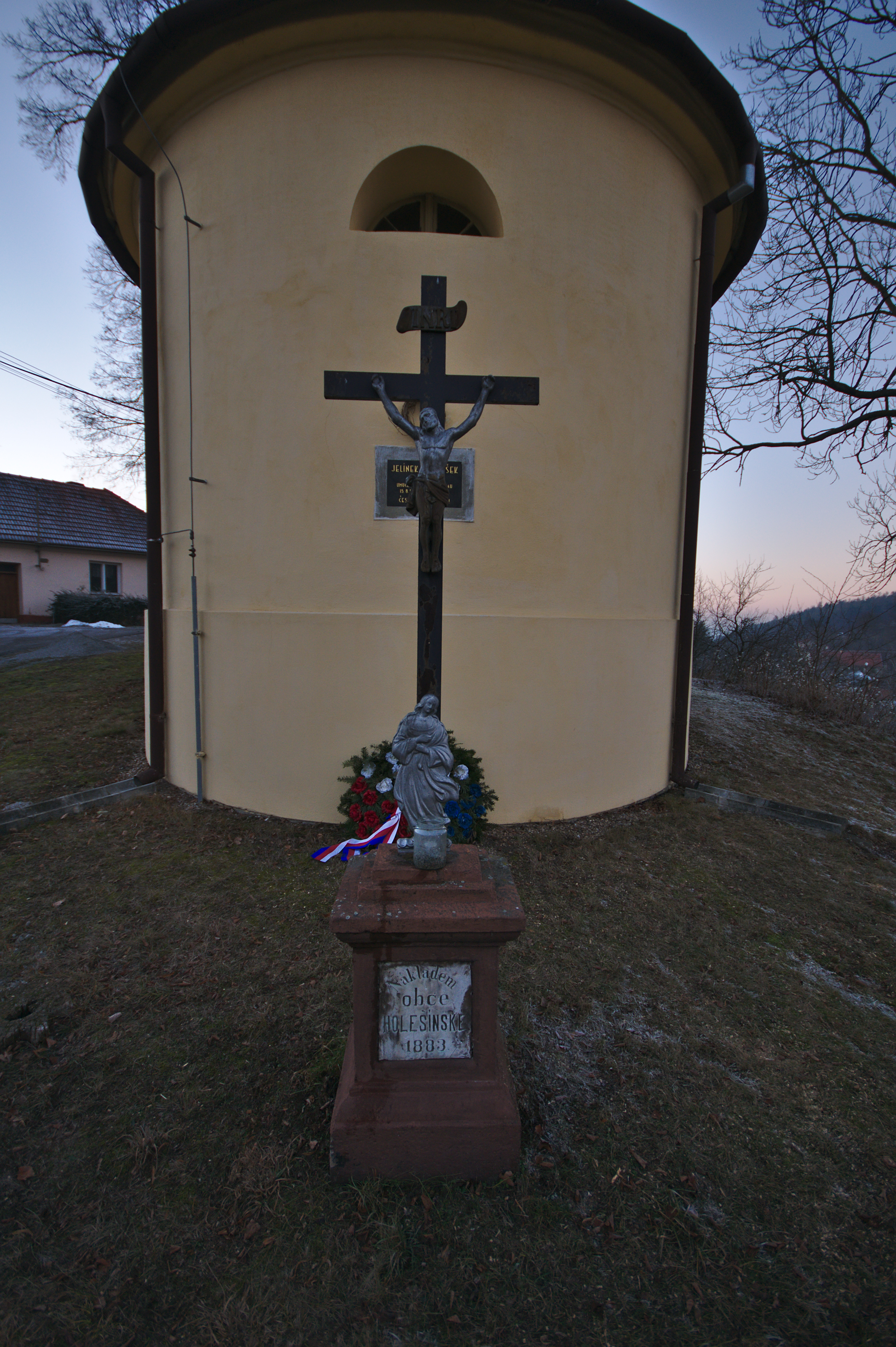
Kříž za kaplí
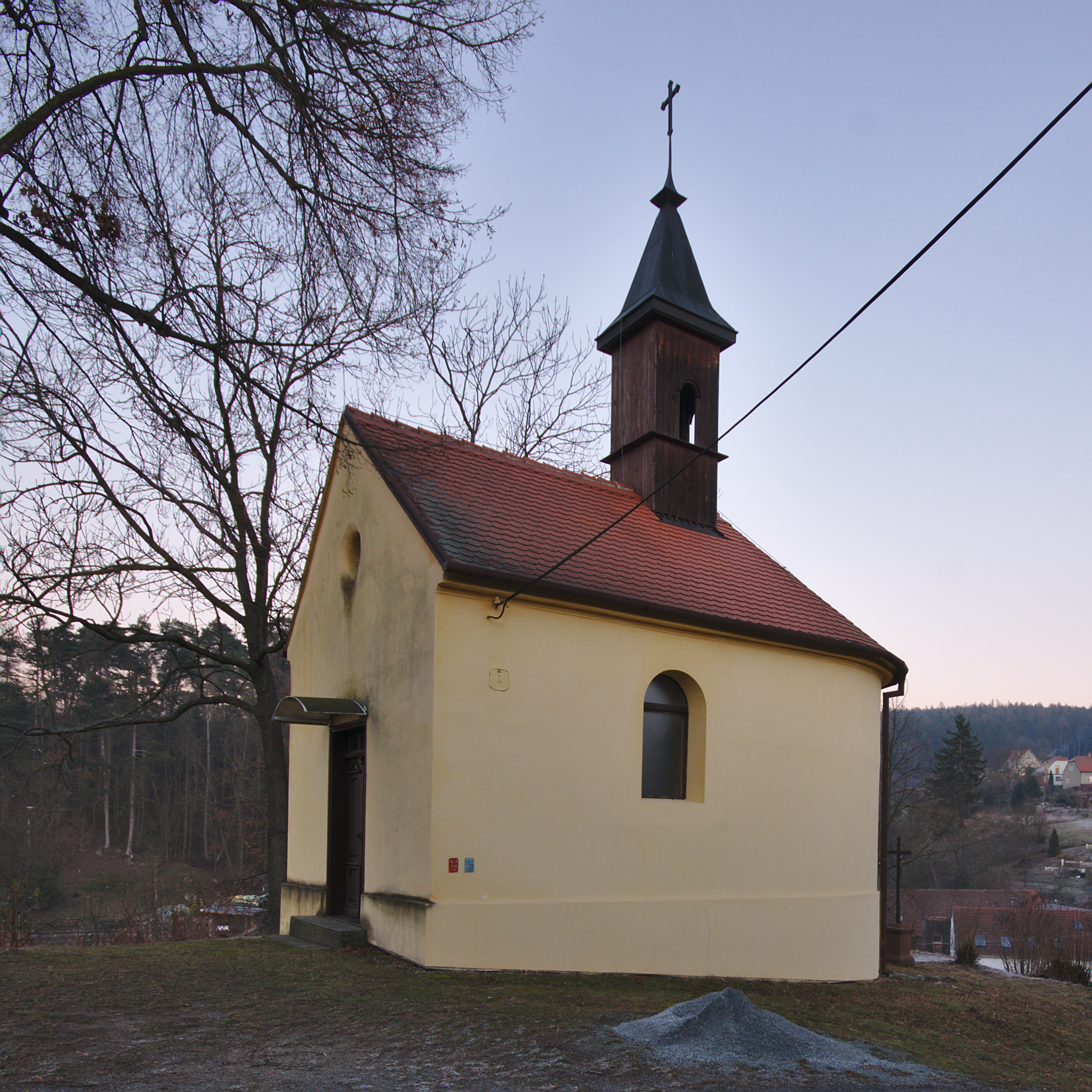
Kaple Nanebevzetí Panny Marie
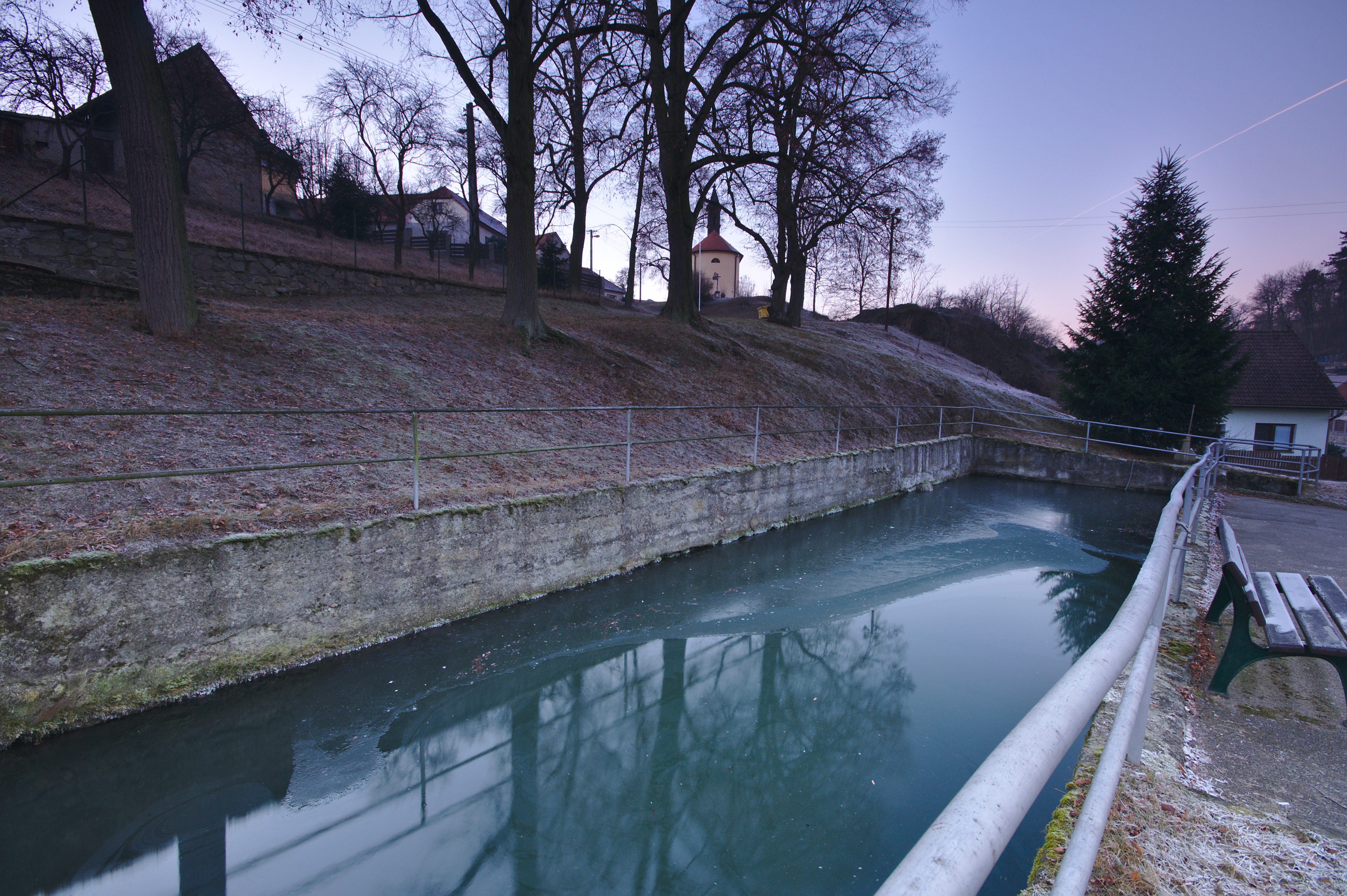
Rybník na návsi